# آلن و مرلین برگمن

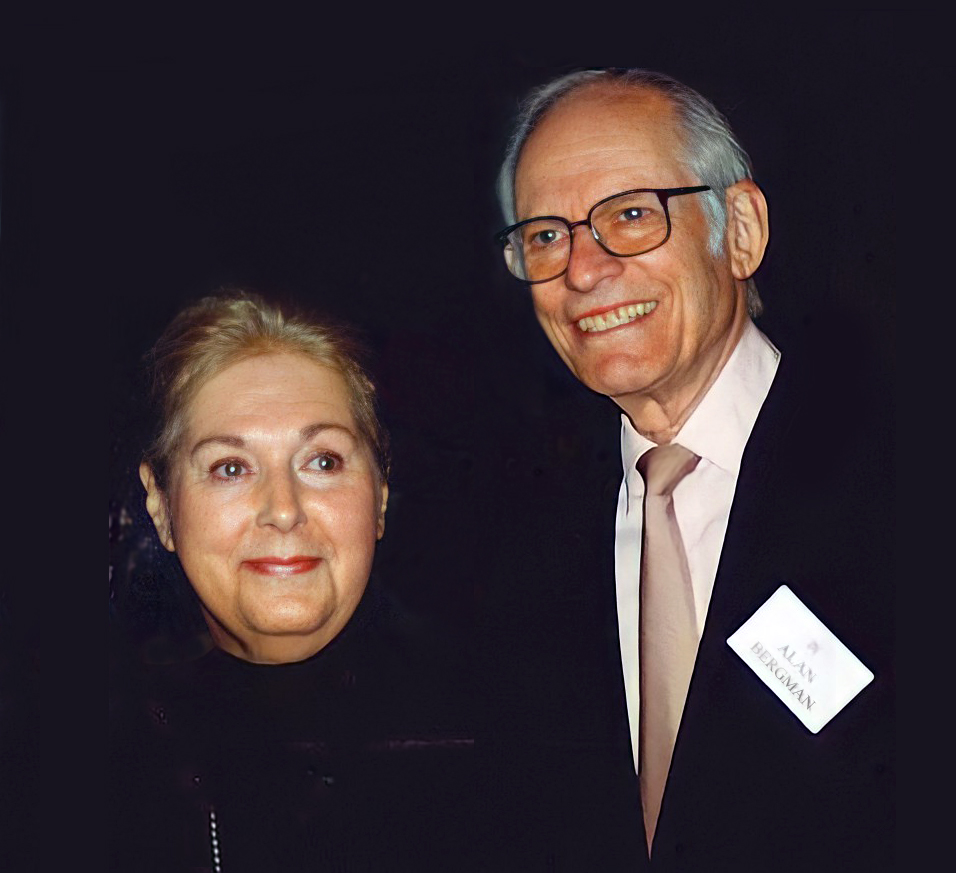
آلن و مرلین برگمن در واشینگتن‌دی‌سی - ۲۰۰۲

الن برگمن (انگلیسی: Alan Bergman؛ زادهٔ ۱۱ سپتامبر ۱۹۲۵ – ۱۷ ژوئیه ۲۰۲۵ و مرلین برگمن (انگلیسی: Marilyn Bergman (née Keith; زاده ۱۰ نوامبر ۱۹۲۸ – ۸ ژانویه ۲۰۲۲) موسیقی‌دانان اهل ایالات متحده آمریکا بودند.
وی همچنین برنده جوایزی همچون جایزه اسکار بهترین موسیقی فیلم شده است.
از جمله آثار او می‌توان به «آسیاب بادی افکارت اشاره کرد». آهنگ the windmills of your mind توسط Alan Bergman, Marilyn Bergman, Michel Legrand برای فیلم The Thomas Crown Affair در سال ۱۹۶۸ ساخته شده و Noel Harrison هم اون را اجرا کرده. این آهنگ برنده جایزه اسکار بهترین موسیقی متن تو همون سال شد.